# Азимина трёхлопастная
Азимина трёхлопастная (лат. Asimina triloba) — двудольные цветковые растения, вид рода Азимина (Asimina) семейства Анноновые (Annonaceae).

## Распространение и экология
В природе ареал вида охватывает Северную Америку — от южной части Онтарио (Канада) до Флориды. На западе его ареал доходит до юго-восточной Небраски и Техаса. Азимина была завезена в Испанию, Францию, Италию, Японию и ряд других стран.
В диком виде она обычно произрастает на рыхлых влажных почвах в лесистых местностях, по берегам рек, часто образуя густые заросли.

## Ботаническое описание
Листопадное дерево или кустарник высотой до 15 м, обычно 4—5 м. Побеги в молодости густо космато опушённые; годовалые — голые, оливково-коричневые, блестящие; двухлетние — серые, с заметными чечевичками.
Почки коричнево-красные, шерстистые. Листья обратно-продолговато-яйцевидные, длиной 12—30 см, шириной 4,5—12 см, на вершине коротко заострённые, постепенно суживающиеся к черешку, цельнокрайные, кожистые, с частыми просвечивающими точечными желёзками, густозелёные, снизу в молодости с красновато-коричневым опушением, позже сильно оголяющиеся, светло- или серо-зелёные. Черешки длиной 0,8—1,2 см. В середине осени они желтеют и опадают, новые листья появляются поздней весной, когда растение уже отцветает.
Цветки обычно одиночные, коричнево-пурпурные, диаметром до 4,5 см, появляются в пазухах листьев предыдущих лет, на космато опушенной цветоножке длиной 1—3 см; чашелистики в числе 3, яйцевидные, острые, снаружи бледно-зелёные и опушённые; лепестки в числе 6, широкояйцевидные, тупо-заострённые, тёмно-пурпурные или винно-красные, с сетчатыми жилками, рано отцветающие, наружные отогнутые, внутренние прямостоячие. Каждый цветок содержит несколько пестиков, чем объясняется способность одного цветка образовывать несколько плодов. Цветки обоеполые, но опыляются перекрёстно. В природных условиях азимину опыляют падальные мухи и жуки—мертвоеды — её цветы издают несильный, но очень неприятный запах, похожий на запах гнилого мяса.
Плоды длиной 5—16 см, шириной 3—7 см, весят от 20 до 500 г, по 2—8 плодов на одной оси, обычно продолговатые, цилиндрические или округлые, обычно несколько кривые, угловатые. Семена коричневые, длиной 2—2,5 см, по 10—12 в каждом плоде, расположенные двумя рядами. Кожица у плодов тонкая, полупрозрачная, но легко счищается. Цвет по мере созревания меняется от зелёного до лимонно-жёлтого, а после первых заморозков становится коричневым или чёрным. Мякоть спелого плода азимины мягкая, беловато-жёлтая или оранжево-жёлтая, с приторно сладким вкусом и приятным ананасово-земляничным ароматом. Она богата фруктозой и сахарозой, а также микроэлементами. Вкусом зрелая азимина немного напоминает банан и манго.
Цветение в апреле — мае, длится около трёх недель. Плодоношение в сентябре — октябре, плоды созревают в течение 4 недель.
|                                                           |  |  |  |
| Слева направо: Листья, цветок, разрезанный плод и семена. |  |  |  |

## Значение и применение
Интродуцирована в 1736 году. В Западной Европе без защиты выращивается только в наиболее тёплых районах. В России, в культуре, распространена по Черноморскому побережью Кавказа. Центром её коммерческого выращивания является юго—восток штата Огайо, где ежегодно неподалёку от г. Олбани проводится так называемый Pawpaw Festival.
Семена азимины содержат алкалоид азиминин и их настойка употребляется, как рвотное средство. Листья оказывают мочегонный эффект. Зрелые плоды слабят.

### Агротехника
Азимина введена в культуру немногим более 100 лет назад; известно 68 сортов, плоды которых отличаются сроками созревания, размерами и величиной семян. Основным недостатком этой культуры является низкая урожайность по сравнению со многими другими плодовыми — она составляет всего 25—40 кг с дерева. Пересадка этого растения также сопряжена с трудностями, поскольку у азимины стержневой корень. Плоды азимины трудно хранить, они быстро перезревают и приобретают неприятный привкус.
Размножают азимину семенами и прививкой. Выращенные из семян растения обычно начинают цвести и плодоносить через 4—8 лет, привитые — через 2—3 года. Азимина очень устойчива к болезням и вредителям.